# スーサイド・スクワッド (映画)
『スーサイド・スクワッド』（Suicide Squad）は、DCコミックスの同名のスーパーヴィラン・チームをベースにした2016年のアメリカ合衆国のアクション映画。デヴィッド・エアーが脚本・監督を務め、ウィル・スミス、ジャレッド・レト、マーゴット・ロビー、ヨエル・キナマンらが出演する。「DCエクステンデッド・ユニバース」の3作品目。

## あらすじ
スーパーマンの死から数ヶ月後、米国政府の高官アマンダ・ウォラーは新たなるメタヒューマンへの対抗策として死刑や終身刑になって服役していた犯罪者を減刑と引き換えに構成員とした特殊部隊タスクフォースX、通称「スーサイド・スクワッド」を結成する。メンバーはベルレーブ刑務所に収監されている殺し屋のデッドショット、元精神科医のハーレイ・クイン、元ギャングのエル・ディアブロ、強盗のキャプテン・ブーメラン、遺伝子の突然変異したキラー・クロック、縄を使う暗殺者のスリップノットなど危険な犯罪者から選ばれた。彼らはリック・フラッグ大佐の指揮下に置かれて米国政府のためにリスクの高いミッションに使い捨てとして利用される。

## 登場人物・キャスト
フロイド・ロートン / デッドショット
演 - ウィル・スミス、日本語吹替 - 東地宏樹
百発百中の腕前を持つ世界最強のヒットマン。銃機器の達人で、射程は4km。離婚した妻との間にゾーイという娘がいる。かつてはゴッサムシティを拠点にあらゆる犯罪組織に雇われてきたが、バットマンに囚われベル・レーヴ刑務所に収監された。
ウィル・スミスは「ハーレイ・クインとは仲間の関係」と述べている。
ハーリーン・クインゼル博士 / ハーレイ・クイン
演 - マーゴット・ロビー、日本語吹替 - 東條加那子
アーカム・アサイラムに勤める精神科医で穏やかな性格だったが、ジョーカーのセラピー中に彼に惚れてしまい脱獄を手助けする。精神的・肉体的な改造やショック療法を経験してからは感情面が歪められて、サディスティック・殺人的・子供のようなサイコパスになり目的達成のために手段を選ばない性格になった。
プロデューサーのリチャード・サックルはキャラクターについて「楽しい人気者で、狂っている。彼女がしでかす様々なことを説明するのには形容詞が足りなくなる」と述べた。ロビーは「彼女は部隊の中では一番扱いやすい」、ジョーカーとの関係については「恐ろしく機能不全な状態。文字通り、彼に関して狂っている。彼女は狂っていて彼のことを愛してる。本当に不健康で壊れた関係であるが、夢中になれる」と述べた。
ジョーカーと共にロビンを殺害した共犯者であり、彼女がジェイソン・トッドを殺害したと推測されている。
ジョーカー
演 - ジャレッド・レト、日本語吹替 - 子安武人
バットマンの宿敵であるサイコパスの犯罪者。ハーレイを救出するために暗躍する。
ジャレッド・レトはキャラクターについて「シェイクスピアに近い」や「美しい災厄」と述べている。ジョーカーを演じることについて「深くのめりこんだ。他にないような機会だった。このような心理的なゲームをやるのは楽しかった一方、大きな苦痛も伴った」と述べている。また、監督のエアーとはサイコパスについて話し合った。レトは体形から心まで役になりきるので、ウィル・スミスによると「『レト』に会うことは一度もなかった」という。レトは役作りの期間中は独りで過ごし、ゴスペルに聞き入り（レト曰く「ジョーカーは周りに思われているより年上かもしれない」）、シャーマニズムの文献も読んだという。ジョーカーの外見についてメキシコの麻薬カルテルのボスと、映画監督のアレハンドロ・ホドロフスキーの作品から影響を受けている。体に入っているタトゥーの数々は、監督の「ジョーカーに現代的なギャングスターのような外見を合わせる」という意図により加えられたものである。
リック・フラッグ大佐
演 - ヨエル・キナマン、日本語吹替 - 宮内敦士
ウェストポイントを卒業した陸軍特殊部隊の大佐。スーサイド・スクワッドを指揮してウォラーの命令を実行するが、彼女の目的や方法に必ずしも同意するわけではない。
最初はトム・ハーディがキャスティングされていたが、スケジュールが合わずに降板した。
アマンダ・ウォラー
演 - ヴィオラ・デイヴィス、日本語吹替 - 上村典子
スーサイド・スクワッドに命令を与える米国政府の高官。メタヒューマンの脅威に備えて、彼等を登用した軍事作戦を計画する。政府組織 A.R.G.U.S.のトップで『バットマン vs スーパーマン ジャスティスの誕生』に登場したレックス・ルーサーJr.とは面識がある。スーサイド・スクワッドにエンチャントレスの討伐を命じる。
エアー監督は彼女のキャラクターに満足しており、精神面と強靭さに関して「力強い黒人女性で丈夫、その気になれば即座に銃を手に取って人を撃つ」「悪に対しては情け容赦ない。彼女の強みはその知性と罪悪感の欠落」と述べた。エアー監督はアマンダ・ウォラーという役を作るために、M.E.トーマス著「ソシオパスの告白」を読んだ。
ヴィオラ・デイヴィスは本作含めてDCコミックス原作の映画3本に出演する契約を交わした。
ディガー・ハークネス / キャプテン・ブーメラン
演 - ジェイ・コートニー、日本語吹替 - 江川央生
殺傷力の高いブーメランを扱う強盗。作中より前に銀行強盗をしていたが、オーストラリアで襲う銀行が無くなった為アメリカへと渡った。強盗殺人を行っていた所をフラッシュに捕まえられ収監された。仲間とは組めない質だったが、スーサイド・スクワッドとメンバーと行動を共にすることで少しずつ変わっていく。ぬいぐるみフェチで、ユニコーンのぬいぐるみを持ち歩いている。
コートニーは彼を「真にだらしない人間」、監督からの最初の命令は「自分の心の中に隠されたクソ野郎を見つけろ」だと述べた。
チャト・サンタナ / エル・ディアブロ
演 - ジェイ・ヘルナンデス、日本語吹替 - 佐藤せつじ
ロサンゼルスギャングの元一員。炎を召喚して巨大な悪魔に変身する能力を持つメタヒューマン。
妻と子供を誤って殺したため、自ら警察に投降した。
ヘルナンデスは彼のキャラクターを他のメンバーとは違うようにしており「他のメンバーが獄中から外へ出て殺しを楽しむ一方、彼は戦いから身を置いている」と述べた。
ウェイロン・ジョーンズ / キラー・クロック
演 - アドウェール・アキノエ＝アグバエ、日本語吹替 - カズレーザー（メイプル超合金）
爬虫類に退行する隔世遺伝に苦しむメタヒューマンのスーパーヴィラン。超人的な身体能力と怪力、強靭な肉体、水の中で呼吸する能力を持つ。ワニのような肌はマシンガンの弾丸や皮膚の摩耗に耐えられる。バットマンに街を追い出されて以来、安住の地を探していたが見つからず、地下にて生きていたが、収監されてしまった。
アキノエ＝アグバエは彼について「怒りに燃える人喰い人種」と述べた。
ジューン・ムーン / エンチャントレス
演 - カーラ・デルヴィーニュ、日本語吹替 - 沢城みゆき
強力な魔女に取り憑かれた考古学者。何千年もの間封印されていた古代の邪悪な魂が探検家のジューン・ムーンによって解放される。エンチャントレスは部隊のメンバーではないが、その強力な力がアマンダ・ウォラーの目を引いた。彼女の心臓をアマンダに奪われている。
デルヴィーニュは彼女について「古代の魔女で、野性的」と述べた。
タツ・ヤマシロ / カタナ
演 - 福原かれん、日本語吹替 - 志田有彩
日本人の暗殺者で、カタナは彼女のコードネーム。師匠に剣術と格闘術を幼い時から習い、古代の流派において高い次元に達している。リック・フラッグのボディガードとして部隊中で唯一、部隊に志願したメンバーである。彼女の持つ刀は魂を吸い取る妖刀であり、その鞘には死んだ夫を想う旨の言葉が記されている。
クリストファー・ワイス / スリップノット
演 - アダム・ビーチ、日本語吹替 - 志村知幸
縄を使う暗殺者。使っている縄はとても頑丈で、自らが開発した新素材のものである。また、銛をくくりつけた縄を壁の上方に発射する銃を持ち、それを利用して建物に上ることもできる。キャプテン・ブーメランに唆されて脱走を試みるも、首に埋め込まれた爆弾によって殺害される。
ブルース・ウェイン / バットマン
演 - ベン・アフレック、日本語吹替 - 小原雅人
『バットマン vs スーパーマン ジャスティスの誕生』までの20年間、相棒のロビンと共にゴッサム・シティで自警活動を行っていたが、2005年にジョーカーによってロビンを殺害された。
部隊のメンバーと面識があり、ジョーカーを含め一度は刑務所もしくはアーカム・アサイラムという精神病院に投獄した。
バリー・アレン / フラッシュ
演 - エズラ・ミラー、日本語吹替 - 小林親弘
光速移動能力を持つメタヒューマンのヒーロー。キャプテン・ブーメランとは面識があり、強盗殺人を行った彼を投獄した。
登場シーンは、製作総指揮のザック・スナイダーが監督した。
グリッグス
演 - アイク・バリンホルツ、日本語吹替 - 河本邦弘
ベルレーヴ刑務所の看守長。
GQ・エドワーズ
演 - スコット・イーストウッド、日本語吹替 - 北田理道
ミッドウェイ・シティに投入されたネイビーシールズチームの大尉。フラッグの副官的存在。
ゾーイ
演 - シェイリン・ピエール＝ディクソン、日本語吹替 - 佐々木りお
デッドショットの娘。11歳。
グレイス
演 - コリーナ・カルデロン、日本語吹替 - まつだ志緒理
エル・ディアブロの亡き妻。
ジョニー・フロスト
演 - ジム・パラック、日本語吹替 - 河合みのる
ジョーカーの腹心。
モンスターT
演 - コモン、日本語吹替 - 楠大典
ジョーカーとビジネス関係にあるギャング。
ビジネスマン / インキュバス
演 - アラン・シャノワーヌ、日本語吹替 - 遠藤大智
エンチャントレスの弟。
アーサー・カリー / アクアマン
演 - ジェイソン・モモア（写真のみの出演）
ウォーラーがブルース・ウェインへ渡すメタヒューマンについて記されたファイルに載っている人物。
コワルスキー
演 - ケヴィン・ヴァンス
フラッグ率いるSEAL隊員の1人。アルファ・チーム所属。なお、演じるケヴィン・ヴァンスは本作のミリタリー・アドバイザーを務めており、エアー監督と組むのは4度目。
デクスター・トリヴァー
演 - デヴィッド・ハーバー、日本語吹替 - 丸山壮史
看守
演 : デヴィッド・エアー
ベルレーヴ刑務所の看守。

## 評価

### 興行成績
本作は興行的に成功し、制作費1億7,500万ドル（広告宣伝費込みで3億2,500万ドル）に対して、米国とカナダで3億2,510万ドル、その他の地域で4億2,170万ドルを売り上げ、全世界で7億4,680万ドルを記録した。本作は、初期の否定的なレビューや3月の『バットマン vs スーパーマン ジャスティスの誕生』の予想を下回る興行成績にもかかわらず、世界中の観客から大きな期待を寄せられていた。 59ヶ国からの全世界オープニング売上2億6,710万ドルとIMAX世界デビュー売上1,820万ドルを記録、ともに8月の新記録となった。またDC作品としては、『バットマン vs スーパーマン ジャスティスの誕生』に続く世界2位のオープニング売上（422.7億ドル）であった。

### 批評家の反応
Rotten Tomatoesでは、387件のレビューにおいて26%の支持率を獲得し、平均評価は4.9/10である。同サイトの批評家のコンセンサスは、「本作は才能あるキャストを擁し、これまでのDCエクステンデッド・ユニバースの作品よりも少しユーモアがあるが、混迷するプロット、薄っぺらなキャラクター、雑な演出からくる残念な結末を救うには十分ではない。」となっている。Metacriticでは、53人の批評家に基づく100点満点中40点の加重平均で、「賛否両論または平均的な評価」に相当する。CinemaScoreで投票した観客は、A+からFの評価で平均「B+」であるとし、PostTrakは映画ファンが総合的に73％の肯定的な反応を示したと報告した。
ローリングストーン誌のピーター・トラヴァースは、「DCコミックは、犯罪と戦う悪役のオールスター・コレクションである本作で何か違うことに挑戦しているが、結果はスーパーとは言えない。」と書いている。Vanity Fairのリチャード・ローソンは、「本作はとにかくひどい。醜くて退屈で、この有害な組み合わせは、この映画の高度にフェティッシュな暴力が、邪悪なものやタブーの刺激的な疼きすら感じさせないことを意味する。」と評した。ウォール・ストリート・ジャーナル紙に寄稿したジョー・モーゲンスターンは、「一言で言えば、本作はゴミだ。二言で言えば、醜いゴミだ。」と本作を激しく批判している。さらに、「エンターテイメントという概念全体に対する全面的な攻撃に等しい。」と述べ、この映画を「恥知らずの迎合」の産物と呼んだ。

### 受賞
| 年   | 映画賞                             | 賞                                  | 対象                                                                               | 結果       | 出典                 |
| ---- | ---------------------------------- | ----------------------------------- | ---------------------------------------------------------------------------------- | ---------- | -------------------- |
| 2016 | 第22回放送映画批評家協会賞         | アクション映画女優賞                | マーゴット・ロビー                                                                 | 受賞       | [ 31 ]               |
| 2016 | ティーン・チョイス・アワード       | Choice AnTEENcipated Movie          | 『Suicide Squad』                                                                  | 受賞       | [ 32 ]               |
| 2016 | ティーン・チョイス・アワード       | Choice Movie Actor: AnTEENcipated   | ウィル・スミス                                                                     | ノミネート | [ 32 ]               |
| 2016 | ティーン・チョイス・アワード       | Choice Movie Actor: AnTEENcipated   | スコット・イーストウッド                                                           | ノミネート | [ 32 ]               |
| 2016 | ティーン・チョイス・アワード       | Choice Movie Actress: AnTEENcipated | マーゴット・ロビー                                                                 | ノミネート | [ 32 ]               |
| 2016 | ティーン・チョイス・アワード       | Choice Movie Actress: AnTEENcipated | カーラ・デルヴィーニュ                                                             | 受賞       | [ 32 ]               |
| 2017 | アカデミー賞                       | メイクアップ&ヘアスタイリング賞     | アレッサンドロ・ベルトラッツィ、ジョルジオ・グレゴリーニ、クリストファー・ネルソン | 受賞       | [ 33 ] [ 34 ] [ 35 ] |
| 2017 | ビルボード・ミュージック・アワード | トップ・サウンドトラック賞          | 『Suicide Squad (Collector's Edition)』                                            | ノミネート | [ 36 ]               |
| 2017 | BETアワード                        | ベスト・アクトレス賞                | ヴィオラ・デイヴィス                                                               | ノミネート | [ 37 ]               |
| 2017 | エンパイア賞                       | メイクアップ&ヘアスタイリング賞     | 『Suicide Squad』                                                                  | ノミネート | [ 38 ]               |
| 2017 | ゴールデンラズベリー賞             | 最低助演男優賞                      | ジャレッド・レト                                                                   | ノミネート | [ 39 ]               |
| 2017 | ゴールデンラズベリー賞             | 最低脚本賞                          | デヴィッド・エアー                                                                 | ノミネート | [ 39 ]               |
| 2017 | グラミー賞                         | 最優秀映像作品サウンドトラック      | 『Suicide Squad (Collector's Edition)』                                            | ノミネート | [ 40 ]               |
| 2017 | グラミー賞                         | 最優秀映像作品楽曲                  | 『パープル・ランボルギーニ』 by スクリレックス、リック・ロス                       | ノミネート | [ 40 ]               |
| 2017 | MTVムービー&TVアワード             | 最優秀悪役賞                        | ジャレッド・レト                                                                   | ノミネート | [ 41 ]               |
| 2017 | NMEアワーズ                        | 最優秀作品賞                        | 『Suicide Squad』                                                                  | ノミネート | [ 42 ]               |
| 2017 | ピープルズ・チョイス・アワード     | 最優秀映画                          | 『Suicide Squad』                                                                  | ノミネート | [ 43 ]               |
| 2017 | ピープルズ・チョイス・アワード     | 最優秀アクション映画                | 『Suicide Squad』                                                                  | ノミネート | [ 43 ]               |
| 2017 | ピープルズ・チョイス・アワード     | 最優秀SF/ファンタジー映画           | 『Suicide Squad』                                                                  | ノミネート | [ 43 ]               |
| 2017 | ピープルズ・チョイス・アワード     | 最優秀映画俳優                      | ウィル・スミス                                                                     | ノミネート | [ 43 ]               |
| 2017 | ピープルズ・チョイス・アワード     | 最優秀映画女優                      | マーゴット・ロビー                                                                 | ノミネート | [ 43 ]               |
| 2017 | ピープルズ・チョイス・アワード     | 最優秀アクション映画俳優            | ウィル・スミス                                                                     | ノミネート | [ 43 ]               |
| 2017 | ピープルズ・チョイス・アワード     | 最優秀アクション映画女優            | マーゴット・ロビー                                                                 | 受賞       | [ 43 ]               |
| 2017 | サターン賞                         | コミック映画賞                      | 『Suicide Squad』                                                                  | ノミネート | [ 44 ]               |
| 2017 | サターン賞                         | 最優秀女優賞                        | マーゴット・ロビー                                                                 | ノミネート | [ 44 ]               |
| 2017 | サターン賞                         | 最優秀メイキャップ賞                | アーラン・A・アポーン、ジョー=アン・マクニール、マルタ・ロゲロ                     | ノミネート | [ 44 ]               |